# Barbara Auer

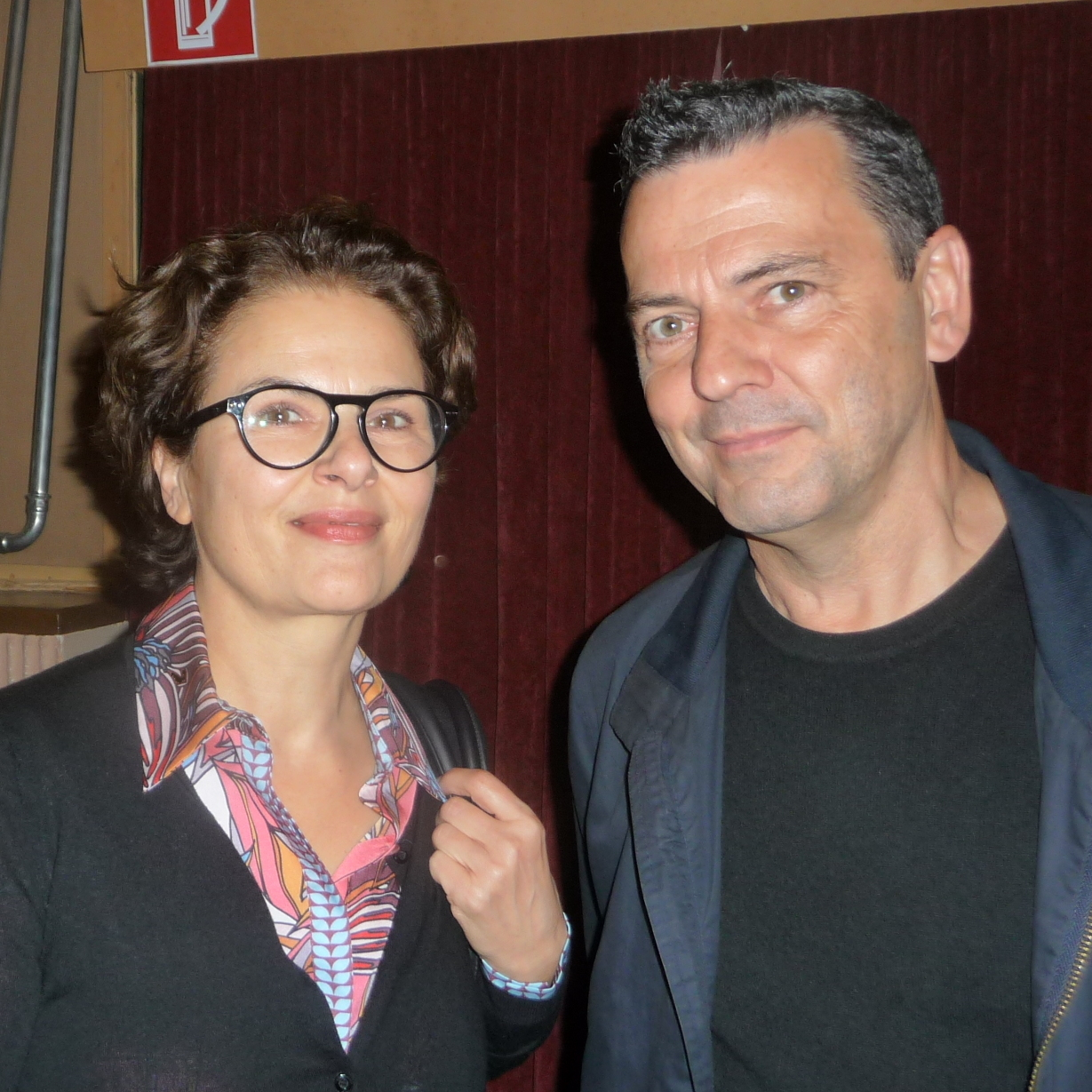
Barbara Auer (links) mit Christian Petzold, Regisseur von Transit (2018)

Barbara Auer (* 1. Februar 1959 in Konstanz) ist eine deutsche Schauspielerin.

## Leben

### Herkunft und Anfänge
Barbara Auer ist die Tochter einer Verwaltungsangestellten und eines Lehrers: Als Älteste von vier Geschwistern wuchs sie in einem katholisch geprägten Elternhaus auf. Nach dem Abitur am altsprachlichen Heinrich-Suso-Gymnasium in Konstanz studierte sie ab 1978 Schauspiel an der Hochschule für Musik und darstellende Kunst Hamburg; 1981 schloss sie mit dem Diplom ab. Ihr Debüt als Schauspielerin gab sie im selben Jahr am Stadttheater Mainz in dem Stück Der Diener zweier Herren. 1983 folgte ein Engagement am Theater in Osnabrück und 1986 am Schauspielhaus Wuppertal, wo sie bis 1988 tätig war. Ihre Darstellungen reichten von Gretchen in Faust und Ophelia in Hamlet über Rollen in Werken zeitgenössischer Autoren wie Botho Strauß und Peter Weiss bis zur Polly in Die Dreigroschenoper und Sally Bowles in Cabaret.

### Film und Fernsehen

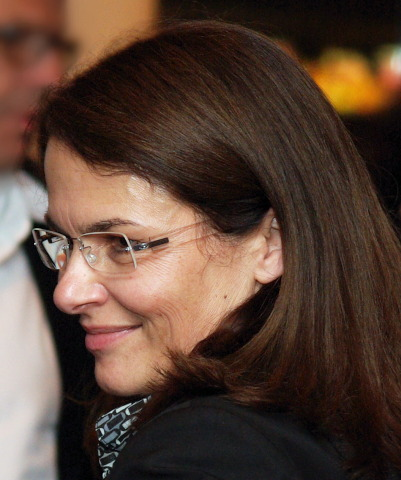
Barbara Auer beim Filmfest Hamburg 2009

1983 war Barbara Auer erstmals in einem Kinofilm zu sehen: Die Macht der Gefühle von Alexander Kluge. Bekannter wurde sie 1988 in ihrer Rolle als DDR-Kranführerin Jessica in Vivian Naefes Fernsehfilm Der Boss aus dem Westen. Ihr Durchbruch gelang ihr 1995, als sie in der Erich-Loest-Romanverfilmung Nikolaikirche die Hauptrolle der Astrid Protter verkörperte. Es folgten weitere Rollen in Film und Fernsehen in den 1990er Jahren, so in dem erotischen Psychokrimi Solo für Klarinette (1998) als Lydia Kominka und im Zweiteiler Warten ist der Tod (1999) mit Ulrich Tukur als Gertrud Venske. Dem Theater blieb Barbara Auer trotz zahlreicher Kino- und Fernsehfilme verbunden, so gab sie von 1999 bis 2001 am Wiener Burgtheater unter der Regie von Sven-Eric Bechtolf die Roxanne in dem Theaterstück Cyrano de Bergerac des französischen Autors Edmond Rostand.
In den 2000ern stand Barbara Auer weiterhin vor der Kamera, unter anderem übernahm sie 2005 die Figur der kranken Schauspielerin Caroline Wiethoeft in Schiller. Von 2006 bis 2019 spielte sie an der Seite von Armin Rohde als Kriminalhauptkommissarin Lisa Brenner eine durchgehende Serienrolle in der ZDF-Kriminalreihe Nachtschicht und trat damit die Nachfolge von Katharina Böhm an, die zuvor die Kommissarin Paula Bloom verkörperte. 2009 sah man sie als Margarethe Krupp in dem ZDF-Dreiteiler Krupp – Eine deutsche Familie.
2011 übernahm Auer in dem Märchenfilm Aschenputtel der ARD-Reihe Sechs auf einen Streich die Rolle der bösen Stiefmutter. Ihre Rolle der Katarina Weiss in Matti Geschonnecks Das Ende einer Nacht (2012) brachte ihr und ihrer Filmpartnerin Ina Weisse unter anderem den Grimme-Preis ein. Mit Matthias Brandt trat Auer 2013 in den Fernsehfilmen Verratene Freunde und Vier sind einer zuviel jeweils in der Hauptrolle auf. In dem ARD-Fernsehfilm Mona kriegt ein Baby (2014) spielte sie neben Dominic Raacke die Mutter der Protagonistin Mona. Im Februar 2015 war sie im ZDF-Zweiteiler Tod eines Mädchens an der Seite von Heino Ferch als Hella Christensen zu sehen. Die Rolle übernahm sie auch in den Fortsetzungen Die verschwundene Familie (2019) und Das Mädchen am Strand (2020).
Neben ihrer Bühnenarbeit und vor der Kamera betätigt sich B. Auer auch als Hörbuchsprecherin; so las sie aus einem Kriminalroman von Anna Kalman: Pseudonym zweier deutscher Journalistinnen, es wurde 2006 unter dem Titel Winter in Kanada veröffentlicht.

### Privates
In den 1980er Jahren war Barbara Auer mit ihrem Schauspielkollegen Kai Maertens liiert; aus dieser Beziehung stammt ihr erster Sohn (* 1986). 1995 lernte sie Roger Willemsen kennen und hatte mit ihm eine Beziehung.
Heute lebt sie mit dem Kameramann Martin Langer und dessen Tochter in einer Patchwork-Familie in Hamburg. Mit ihm bekam sie ihren zweiten Sohn.

## Filmografie

### Kinofilme
- 1983: Die Macht der Gefühle
- 1987: Felix
- 1989: Verfolgte Wege
- 1990: Herzlich willkommen
- 1990: Café Europa
- 1991: Herz in der Hand
- 1991: Meine Tochter gehört mir
- 1991: Im Kreise der Lieben
- 1992: Brandnacht
- 1992: Probefahrt ins Paradies
- 1993: Madre Gilda
- 1994: Frauen sind was Wunderbares
- 1995: Ein falscher Schritt
- 1997: Irrlichter
- 1997: Maria
- 1997: Weihnachtsfieber
- 1998: Solo für Klarinette
- 2000: Die innere Sicherheit
- 2001: Planet der Kannibalen
- 2002: Die Zwillinge
- 2004: Sergeant Pepper
- 2005: Ultima Thule – Eine Reise an den Rand der Welt
- 2006: Ich bin die Andere
- 2006: Der Liebeswunsch
- 2007: Yella
- 2007: Der andere Junge
- 2008: Warten auf Angelina
- 2008: In jeder Sekunde
- 2009: Effi Briest
- 2012: Das Wochenende
- 2013: Die Bücherdiebin (The Book Thief)
- 2016: Jonathan
- 2017: Krieg
- 2017: Vakuum
- 2018: Transit
- 2018: Was uns nicht umbringt
- 2025: Miroirs No. 3

### Fernsehfilme
- 1983: Datenpanne – Das kann uns nicht passieren
- 1986: Lenz oder die Freiheit
- 1988: Der Boss aus dem Westen
- 1988: Das Milliardenspiel
- 1990: Eine Wahnsinnsehe
- 1991: Die Arbeitersaga – Das Lachen der Maca Darac
- 1992: Judith
- 1992: Moritz
- 1993: Tödliche Lüge
- 1994: Der letzte Kosmonaut
- 1995: Der große Abgang
- 1995: Verbotene Zone
- 1995: Nikolaikirche
- 1996: Die brennende Schnecke
- 1996: Reise nach Weimar
- 1997: Vergewaltigt – Die Wahrheit und andere Lügen
- 1998: Picknick im Schnee
- 1999: Der Hurenstreik – Eine Liebe auf St. Pauli
- 1999: Die Liebesdienerin
- 1999: Warten ist der Tod
- 1999: Stille Nacht – Heilige Nacht
- 2000: Kein Weg zurück
- 2000: Scheidung auf Rädern
- 2000: Liebesengel
- 2000: Cyrano von Bergerac
- 2001: Liebe. Macht. Blind.
- 2002: Weihnachtsmann gesucht
- 2002: Mord im Haus des Herrn
- 2003: Die andere Frau
- 2005: Schiller
- 2005: Der Mörder meines Vaters
- 2007: Einfache Leute
- 2007: Meine böse Freundin
- 2007: Der Novembermann
- 2007: Das Geheimnis der falschen Mutter
- 2008: Eine Nacht im Grandhotel
- 2009: Die Wölfe
- 2009: Krupp – Eine deutsche Familie
- 2010: Die letzten 30 Jahre
- 2011: Ich habe es dir nie erzählt
- 2011: Verschollen am Kap
- 2011: Aschenputtel
- 2012: Das Ende einer Nacht
- 2013: Verratene Freunde
- 2013: Pass gut auf ihn auf!
- 2013: Vier sind einer zuviel
- 2014: Mona kriegt ein Baby
- 2015: Grzimek
- 2017: Landgericht – Geschichte einer Familie
- 2017: Brandnächte
- 2017: Der Polizist, der Mord und das Kind
- 2019: Preis der Freiheit
- 2020: Gott – Von Ferdinand von Schirach
- 2021: Das Versprechen
- 2021: Sugarlove
- 2024: Ewig Dein

### Fernsehserien und -reihen
- 1983–1987: Ein Fall für zwei (verschiedene Rollen, 3 Folgen)
  - 1983: Der Zeuge
  - 1983: Die große Wut des kleinen Paschirbe
  - 1987: … zum Tode verurteilt
- 1989: Mit Leib und Seele (19 Folgen)
- 2000–2002: Donna Leon (Fernsehreihe)
  - 2000: Vendetta
  - 2000: Venezianische Scharade
  - 2002: In Sachen Signora Brunetti
  - 2002: Nobiltà
- 2006: Kommissarin Lucas – Das Verhör (Fernsehreihe)
- 2006–2019: Nachtschicht (Fernsehreihe) → siehe Besetzung
- 2010: Lotta & die alten Eisen
- 2011: Polizeiruf 110: Zwei Brüder (Fernsehreihe)
- 2012: SOKO Stuttgart (Folge Filmtod)
- 2013: Ein starkes Team: Die Frau im roten Kleid (Fernsehreihe)
- 2014: Helen Dorn: Unter Kontrolle (Fernsehreihe)
- 2015–2023: Nordholm (Fernsehreihe)
  - 2015: Tod eines Mädchens (Zweiteiler)
  - 2019: Die verschwundene Familie (Zweiteiler)
  - 2020: Das Mädchen am Strand (Zweiteiler)
  - 2023: Die Frau im Meer (Zweiteiler)
- 2015: Polizeiruf 110: Kreise
- 2016: Polizeiruf 110: Wölfe
- 2017: Der Tod und das Mädchen – Van Leeuwens dritter Fall (Fernsehreihe)
- 2018: Polizeiruf 110: Tatorte
- 2023: Am Ende – Die Macht der Kränkung

## Hörbücher (Auswahl)
- 2006: Winter in Kanada von Anna Kalman. Edition Hörbuch, ISBN 978-3833104039.
- 2006: Der Gott der kleinen Dinge von Arundhati Roy. Random House Audio, ISBN 978-3866041875.

## Hörspiele
- 2014: Håkan Nesser: Am Rande der Catskills – Bearbeitung und Regie: Irene Schuck (Kriminalhörspiel – DKultur)

## Auszeichnungen
- 1989: Goldene Kamera (Lilli-Palmer-Gedächtniskamera) als Beste Nachwuchsschauspielerin für Der Boss aus dem Westen
- 1991: Sonderpreis der Deutschen Akademie der Darstellenden Künste für ihre Rolle in Das Lachen der Maca Daracs
- 1993: Deutscher Filmpreis für ihre Rolle in Meine Tochter gehört mir
- 1995: Telestar als Beste Darstellerin in einem Fernsehspiel für Der große Abgang
- 2012: Deutscher Fernsehpreis als Beste weibliche Hauptdarstellerin (gemeinsam mit Ina Weisse) für Das Ende einer Nacht
- 2012: Darstellerpreis des Günter-Rohrbach-Filmpreises für ihre Rolle in Das Ende einer Nacht zusammen mit Ina Weisse
- 2012: Grimme-Preis für Das Ende einer Nacht[9]
- 2017: Auszeichnung als Beste Schauspielerin beim Tallinn Black Nights Film Festival für ihre Hauptrolle in Vakuum
- 2019: Hannelore-Elsner-Preis für bedeutende Schauspielkunst beim Fünf Seen Filmfestival[10][11]
- 2020: Deutscher Fernsehpreis als Beste Schauspielerin für Preis der Freiheit (ZDF)
- 2020: Theaterpreis Hamburg – Rolf Mares für ihre Rolle als Judith in Heilig Abend am St. Pauli Theater